# Sphicosa nigra
Sphicosa nigra är en tvåvingeart som beskrevs av Philippi 1865. Sphicosa nigra ingår i släktet Sphicosa och familjen dansflugor. Inga underarter finns listade i Catalogue of Life.